# Brian Dobson
Brian Dobson (13 septembre 1931 - 19 juillet 2012) est un archéologue et universitaire britannique. Il est spécialiste du mur d'Hadrien et de l'armée romaine. Il est membre de la « Durham School » d'archéologie fondée par Eric Birley et maitre de conférences de l'université de Durham.

## Jeunesse
Dobson naît à Hartlepool en 1931 dans une famille protestante membre des Frères de Plymouth. Il fréquente l'école à Stockton puis étudie l'histoire moderne au Hatfield College, collège constituant de l'université de Durham en 1949. Il soutient une thèse dirigée par Eric Birley, sur le rôle des centurions dans l'armée romaine,.

## Carrière
De 1955 à 1957, il effectue son service national dans l'armée, apprend le russe à Bodmin et Crail et sert dans l'Intelligence Corps. En 1957-1959, il travaille à l'université de Birmingham en tant que chargé de recherche, y rencontre l'archéologue Graham Webster (en). En 1960, Dobson commence à travailler comme chargé de cours en archéologie au Département des études sur le mur d'Hadrien, enseignant au département de l'éducation des adultes - un poste dans lequel il reste jusqu'à sa retraite en 1990. À ce titre, Dobson organise une série de visites des sites du mur d'Hadrien tous les quatre ans dans les années 1960. Au cours de celles-ci, il présente à ses étudiants de nombreux sites peu connus. Il collabore avec David Breeze (inspecteur en chef des monuments anciens pour l'Écosse, chercheur invité à l'université de Durham depuis 1994) et ils publient conjointement des études sur les aspects du mur d'Hadrien. Brian Dobson mène une série de fouilles à Corbridge dans les années 1960 et 1970, et rapporte les circonstances de la découverte du trésor de Corbridge,.
Dobson est président de la Society of Antiquaries of Newcastle upon Tyne (1993–1995) et de l'Architectural and Archaeological Society of Durham and Northumberland. Il est membre de plusieurs fiducies locales, dont celles des musées Chesters, Corbridge et Maryport. Il est membre du Vindolanda Trust de 1996 à 2011.

## Fondation de l'Hadrianic Society
En 1971, il fonde la Hadrianic Society afin de promouvoir l'étude du mur d'Hadrien et de ses environs. Il en reste le patron jusqu'à sa mort en 2012. Pour marquer son 70e anniversaire, en 2002, la société publie une collation de documents d'étudiants et de collègues actuels et anciens. En 2017, la société publie un recueil de mélanges en son honneur.

## Publications
- Birley, E., Dobson, B. et Jarret, MG (Eds.) 1994. Proceedings of the eighth International Congress of Limesforschung  Cardiff: University of Wales Press
- Breeze, D. et Dobson, B. 1993. Roman Officers and Frontiers. Stuttgart : Franz Steiner Verlag
- Breeze, D. et Dobson, B. 2000. Hadrian's Wall " Penguin Books
- Dobson, B. 1957. Die Rangordnung des römischen Heeres . Cologne : Böhlau
- Dobson, B. et Maxfield, V. 1995. Inscriptions of Roman Britain. Londres : London Association of Classical Teachers